# Claudio Orrego Vicuña
Claudio Eugenio Orrego Vicuña (Santiago, 21 de noviembre de 1939-ibidem, 2 de junio de 1982) fue un académico, investigador, historiador y político democratacristiano chileno.
Destacó como parlamentario de la República y como estrecho colaborador del presidente Eduardo Frei Montalva, de quien era camarada.

## Primeros años
Era hijo del diplomático Fernando Orrego Vicuña y de Raquel Vicuña, y bisnieto del intelectual Benjamín Vicuña Mackenna. En agosto de 1963 contrajo matrimonio con Valentina Larraín Bunster, con quien tuvo cuatro hijos: Alejandra, Valentina, Francisca y Claudio, quien fue ministro del Gobierno de Ricardo Lagos, exalcalde de Peñalolén y exintendente de la Región Metropolitana.
Orrego Vicuña cursó su enseñanza secundaria en España, Egipto y Chile, tras lo cual ingresó a la Pontificia Universidad Católica (PUC) sin terminar carrera alguna. Posteriormente, en la Universidad de Lovaina, Bélgica, obtuvo el grado de licenciado en ciencias sociales. Pese a ello, a comienzos de los años 1960 fue presidente de la federación de estudiantes de la UC.

## Actividad pública
Entre 1965 y 1967, durante el Gobierno de Frei Montalva, fue nombrado director de operaciones de la Consejería de Promoción Popular. Luego fue director del diario La Nación entre 1966 y 1968 y consejero del presidente.
Fue un acérrimo detractor del presidente socialista Salvador Allende, líder de la izquierdista Unidad Popular (1970-1973).
En 1973 fue elegido diputado por la 7ª Agrupación Departamental de Santiago, primer distrito, pero no pudo terminar su periodo por el golpe de Estado del 11 de septiembre de ese mismo año.
En la PUC se desempeñó como profesor de sociología política.
Al momento de fallecer, en 1982, a los 42 años, había escrito más de treinta libros.

## Historial electoral

### Elecciones parlamentarias de 1973
- Elecciones parlamentarias de 1973 para la 7ª Agrupación Departamental, Santiago.[5]